# Misumenoides
Misumenoides este un gen de păianjeni din familia Thomisidae.

## Specii[1]
- Misumenoides annulipes
- Misumenoides bifissus
- Misumenoides blandus
- Misumenoides carminatus
- Misumenoides chlorophilus
- Misumenoides corticatus
- Misumenoides crassipes
- Misumenoides dasysternon
- Misumenoides decipiens
- Misumenoides depressus
- Misumenoides eximius
- Misumenoides formosipes
- Misumenoides fusciventris
- Misumenoides gerschmanae
- Misumenoides gwarighatensis
- Misumenoides illotus
- Misumenoides magnus
- Misumenoides nicoleti
- Misumenoides nigripes
- Misumenoides nigromaculatus
- Misumenoides parvus
- Misumenoides paucispinosus
- Misumenoides proseni
- Misumenoides quetzaltocatl
- Misumenoides roseiceps
- Misumenoides rubrithorax
- Misumenoides rubroniger
- Misumenoides rugosus
- Misumenoides similis
- Misumenoides tibialis
- Misumenoides variegatus
- Misumenoides vigilans
- Misumenoides vulneratus